# Бања Губер
Бања Губер је лековита бања у Српској. Налази се у општини Сребреница, источно од седишта општине.

## О бањи
Бања се налази у околини града Сребреница, на 560 m надморске висине. У њеном окружењу се налазе листопадне и четинарске шуме, као и стаза за шетање. У бањи се налази и 5 лековитих извора, излетиште Губер, које је омиљено излетиште Сребреничана, као и гостију бање. Назив губер-вода настао је након утврђивања да извори на овом простору постижу лечење кожних болести, посебно губе.

## Историјат бање
Вековима уназад ова локација је позната по својим лековитим изворима, а најбоље сведочи податак да су на овом простору још Римљани имали купатило, док су Аустроугари за време окупације Босне и Херцеговине детаљно испитивали ове лековите изворе, за које се испоставило да су изузетно квалитетни, па су воду флаширали и продавали у Европи. У другој половини 17. века, познати турски путописац Евлија Челебија писао је о минералној и лековитој води на простору данашње бање Губер. Народ који је тада живео на овим просторима није веровао у лековитост ових вода и сматрао да она изазива неке од болести.
Почетком 19. века о лековитим водама на овом простору, скретао је пажњу и доктор Ханс Дулер. Др. Лудвиг је испитивао овдашње воде 1887. и тврдио да су нека од врела драгоценија од свих других у Аустроугарској.

## Лековита врела
У бањи постоји велики број извора, међутим због слабог улагања у научна испитивања, само део њих је испитан. Наводи се да вода са ових извора лечи кожне болести, вид, анемију и друге болести. Већина бањских извора су добили и народно име, а најпознатији међу изворима је Црни губер.
Неки од познатих извора су:
Црни (велики) губер
На подручју Црног губера извршен је велики број научних анализа, док је прва детаљна анализа на овом подручју извршена 1894. године, када је он проглашен за једно од најбољих природних врела у Европи. Крајем осамдесетих година 20. века извезен је велики број боца са овог врела. Вода се извозила у Европу, Африку и Амерку.
Мали губер
Извор Мали губер садржи велике количине калцијума и магнезијума. Вода је бистра, без боје и киселкастог укуса. У њој се налази највише гвожђа, као и арсена.
Синусна вода
Извор народски назван Синусна вода умањује болове синуса у пределу чела.
Очна вода
Југоисточно од црног Губера, налази се Очна вода. Овај извор је малог капацитета, али садржи више минералних састојака од свих других извора на овом подручју. Очна вода помаже код обољења очију и слузокоже, као и конјуктивитиса.
Извор Лепотица
Извор народски назван Лепотица због тога што садржи одређен број минерала који умањују кожне проблеме.

## Бања Губер данас
Иако се у бањи налази велики број врела, минералних вода, као и нетакнута природа, изградња центра за бањско-климатско лечење је у процесу мировања. Са градњом овог комплекса се кренуло још 2010. године, а планирано је да буде завршен до 2011. године. Бања је у међувремену приватизована, али због спорова око фирми, са изградњом лечилишта и хотелских објеката се није наставило.